# Tranvías en la Ciudad de México
Los Tranvías en la Ciudad de México consistieron en una red de tranvías que prestaba servicio a la Ciudad de México. La mayor parte de las líneas de tranvías se originaban en el Zócalo y, de ahí, partían a distintos sitios de la ciudad. Para la década de 1980, solo sobrevivió una línea de tranvía, que a su vez se convirtió en la línea del Tren ligero de la Ciudad de México en 1986.

## Historia
A principios del siglo XIX, la Ciudad de México necesitaba nuevos medios de transporte. Desde la década de 1830 se habían realizado varios intentos por la construcción de un ferrocarril.
En 1840, 1849 y 1852, respectivamente, se hicieron diversas concesiones para la construcción de un ferrocarril urbano permanente, estas sin resultado alguno.
En 1834, el texano George Louis Hammeken obtuvo una concesión para construir una línea de tranvía de tracción animal desde la Plaza de la Constitución a Tacubaya. Así, se abrió el Ferrocarril de Tacubaya, el 1 de enero de 1858.
El 4 de julio de 1857, el presidente Ignacio Comonfort inauguró la primera línea de ferrocarril entre la Ciudad de México y La Villa.
En 1856, la empresa Ferrocarril de Chalco abrió una segunda línea de tranvía, la cual iba de Tacubaya sobre avenida Chapultepec. Esta red se extendió a San Ángel y a Tlalpan en 1869, más nunca se extendió propiamente a Chalco.
La Compañía de Ferrocarriles del Distrito Federal, organizada en 1878, comenzó a instalar líneas de tracción animal en la Ciudad de México, incluyendo una en la Calzada de Tlalpan, y tuvo el control de las líneas de tranvías hasta 1901.
En 1882 la compañía de ferrocarriles fue reorganizada y absorbió gran parte de las líneas de la red de tranvías de la Ciudad de México.
En 1890, la compañía de ferrocarriles contaba con 3,000 mulas, 55 locomotoras que tiraban de 600 tranvías de pasajeros, otros 790 vehículos y 200 km de vías. Los tranvías corrían por el norte desde Tlalnepantla, por el sur desde Tlalpan y por el este desde el Peñón de los Baños.

### Los tranvías eléctricos
En 1896, el Ayuntamiento de México autorizó a la compañía de ferrocarriles del Distrito Federal el cambio de tracción de animal a eléctrica. Lo anterior, no necesariamente tuvo resultados inmediatos, pues primero debían analizarse las ventajas e inconvenientes de realizar el cambio de tracción. Varias ventajas existían en el cambio de tracción;
- Mejor estado del pavimento de las calles.
- Reducción del tiempo de viaje.
- Mayor frecuencia de paso.

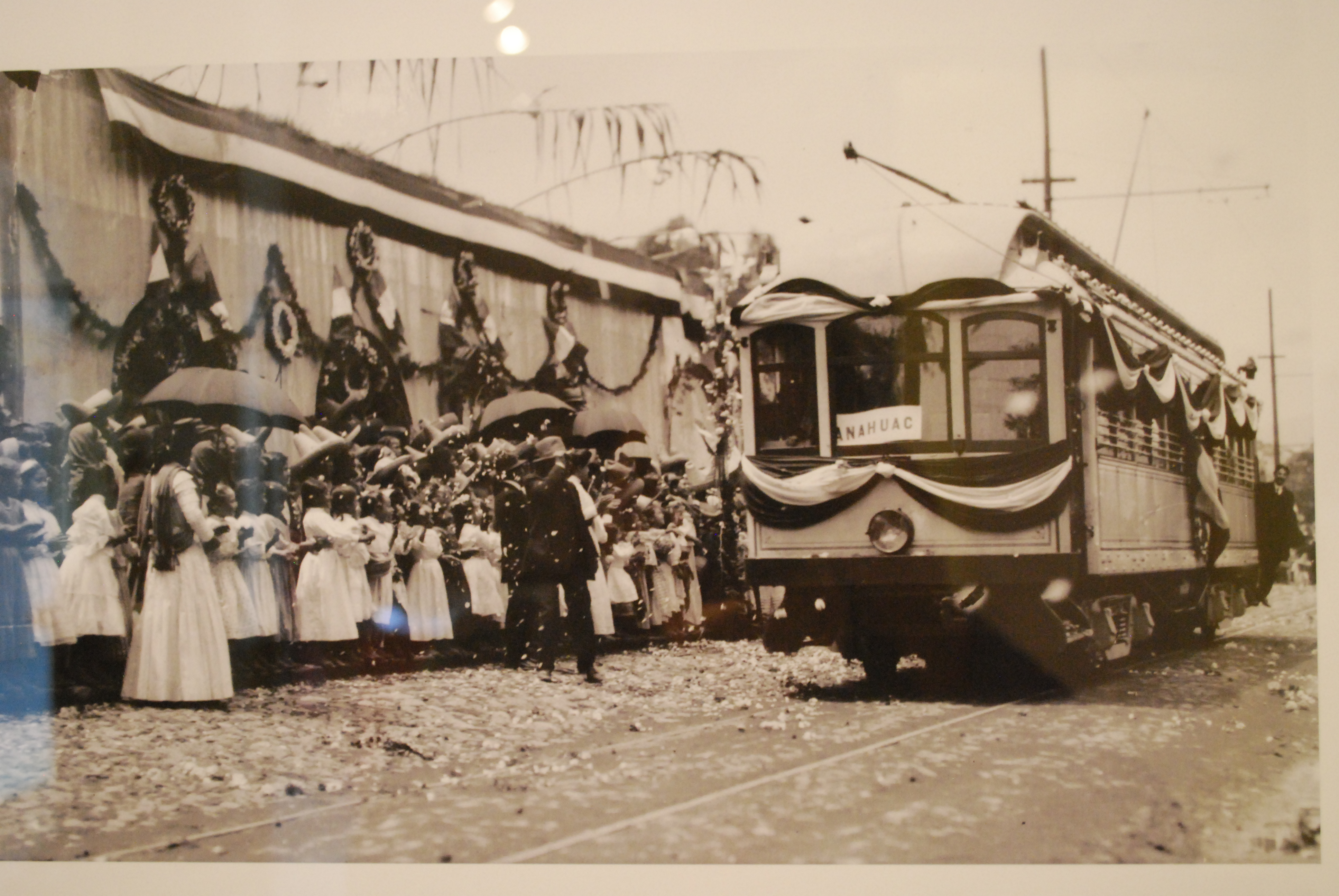
Ceremonia de inauguración de la primera línea de tranvía eléctrico en la Ciudad de México.

El 15 de enero de 1900 significó una fecha importante en materia del transporte de la Ciudad de México, pues en esa fecha empezó a dar servicio la primera línea de tranvía eléctrico, entre los barrios de Chapultepec y Tacubaya. Los tranvías eléctricos empezaban a operar, pero los de tracción animal seguirían prestando servicios otros treinta años.
El 1 de marzo de 1901, la compañía de tranvías eléctricos de México toma posesión de la red tranviaria de la Ciudad de México. En 1909 se concluyó la primera etapa de la presa Necaxa, lo que permitió un gran crecimiento en la red de tranvías. Se aplicaron nuevas innovaciones, como el uso de concreto en los durmientes y el uso de lozas para vía.

Entre 1920 y 1945, trabajadores de la compañía de tranvías de México iniciaron grandes protestas. 

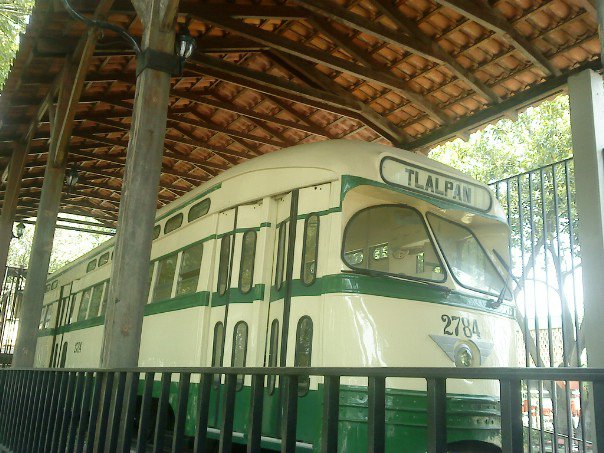
Tranvía PCC en el Museo de Transportes Eléctricos del Distrito Federal.

En 1945, el presidente Manuel Ávila Camacho, decretó que la compañía de Tranvías de México había incumplido con las licitaciones. En el mes de octubre de 1952 el Departamento del Distrito Federal expropió todos los bienes de las empresas, Compañía de Tranvías de México, Compañía Limitada de Tranvías de México y Compañía de Ferrocarriles del Distrito Federal y formó el organismo público descentralizado Servicio de Transportes Eléctricos del Distrito Federal, que se encargaría de operar los tranvías.
Una vez creado el organismo se introdujo un nuevo tranvía, el tranvía PCC, ensamblado en los Estados Unidos, había estado en circulación en Minnesota durante ocho años. Entonces, al buscar mejores formas de transporte en Minnesota, los tranvías fueron reemplazados por autobuses y los tranvías, vendidos aún en buen estado a la Ciudad de México.
Los tranvías PCC eran más aerodinámicos, cómodos y silenciosos que los tranvías convencionales.

### Desaparecen los Tranvías
El 21 de febrero de 1953 ocurrió el choque de dos tranvías en la línea de La Venta en Cuajimalpa. Tras este incidente, la línea jamás volvió a operar. El Servicio de Transportes Eléctricos también clausuró las líneas de Coyoacán, Iztapalapa, Lerdo y Tizapán.
En 1969 se inaugura la línea 1 del Metro de la Ciudad de México, la cual, desplazó una línea de tranvía. En 1970 se inauguró la línea 2, lo que ocasionó que la parte norte de la línea de Xochimilco sobre la Calzada de Tlalpan fuera sustituido por el tramo en superficie del metro.
En el año 1976 la red de tranvías contaba con 196 kilómetros, sin embargo, la red de tranvías se redujo a tan solo 8 líneas comerciales y la ruta turística Insurgentes - Chilpancingo, a causa de la construcción de los ejes viales. Entonces, se decidió construir más líneas de trolebús.
En 1979, 8 de las 9 últimas líneas de tranvías que quedaban en el Distrito Federal desaparecieron definitivamente, la única que se conservó fue la Línea Taxqueña - Xochimilco. La línea Taxqueña - Xochimilco operó con tranvías PCC, hasta 1986, pero en el terremoto de 1985 varios tranvías quedaron aplastados y destruidos.

### Regreso Fallido

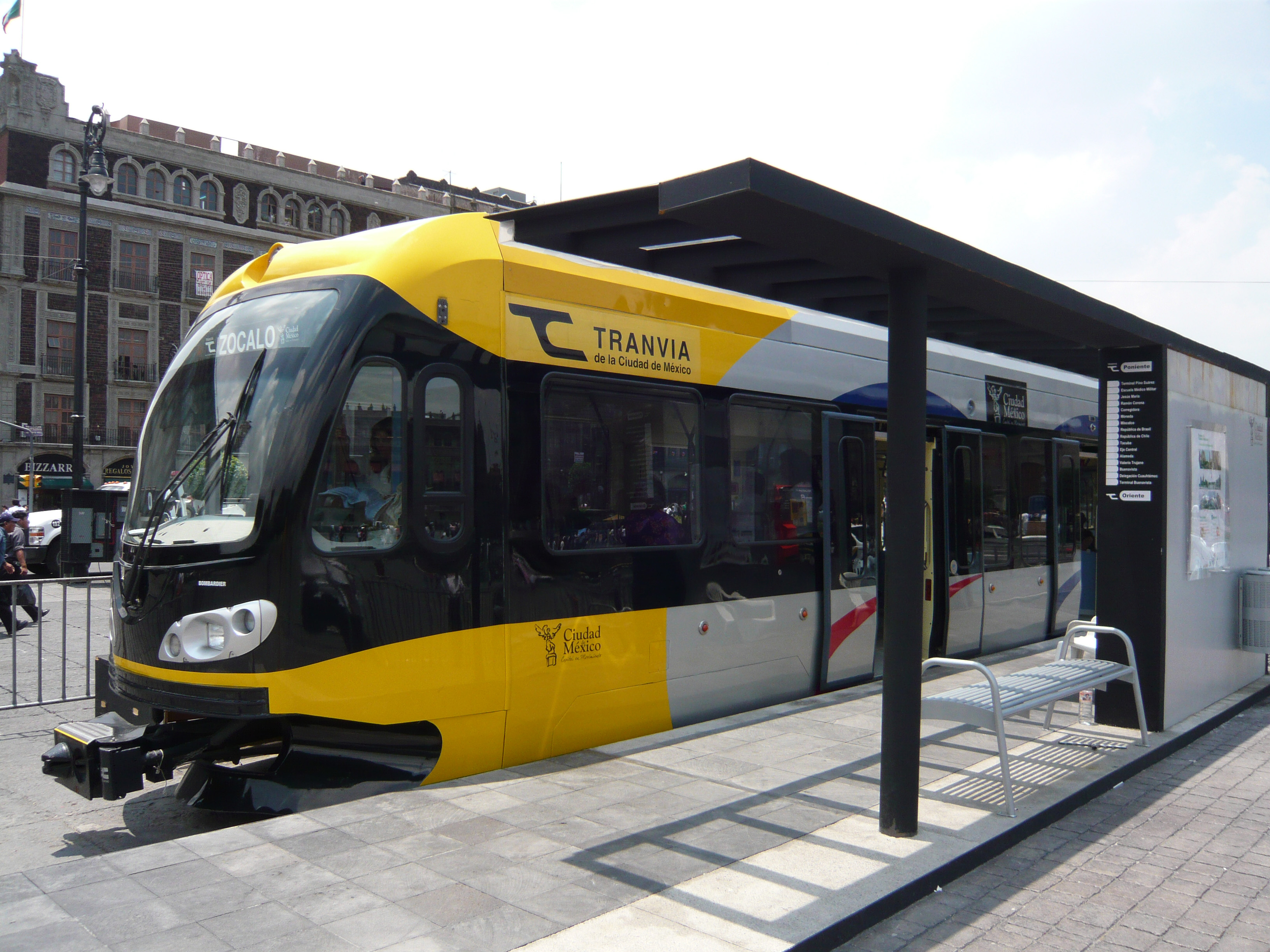
Prototipo mostrado en el Zócalo en el 2008.

En 2008, el gobierno del Distrito Federal, encabezado por Marcelo Ebrard, anunció la construcción de una línea de tranvía que recorrería del Centro Histórico a Buenavista, con una tarifa de entre cinco y siete pesos. La línea contaría con 12 tranvías, que recorrerán 10.8 kilómetros en 46 minutos con un intervalo de tiempo de 3.8 minutos de la terminal Pino Suárez a la de Buenavista.
En el 2010, Marcelo Ebrard cancelaría la línea del tranvía, la cual sería sustituida por la Línea 4 del Metrobús.

## Rutas
Las siguientes fueron las rutas que operó el servicio:
- Ruta México - Tacubaya
- Ruta México - Villa de Guadalupe
- Ruta Peralvillo - Belem
- Ruta Tacubaya - Mixcoac
- Ruta Mixcoac - San Ángel
- Ruta México - Tlalpan
- Ruta Chapultepec - Dolores
- Ruta Zócalo - Santa María Ribera
- Ruta  Zócalo - Rastro
- Ruta Zócalo - Azcapotzalco
- Ruta México - Xochimilco
- Ruta Tacubaya - La Venta
- Ruta Zócalo - Coyoacán - San Ángel
- Ruta Zócalo - Tlalpan
- Ruta Tacubaya - Ciudad Universitaria
- Ruta Zócalo - Iztapalapa
- Ruta Zócalo - Tizapán
- Ruta Zócalo - Lerdo
- Ruta Zócalo - Mixcoac
- Ruta Tetepilco - Mixcoac
- Ruta Taxqueña - Xochimilco - San Gregorio
- Ruta Zócalo - La Villa
- Ruta Zócalo - Panteón de Dolores
- Ruta Xochimilco - Tulyehualco